# Заключённые (фильм)
«Заключённые» — советский звуковой художественный фильм о перевоспитании преступников — уголовников и вредителей, отбывающих наказание на стройке Беломорканала.
Фильм снят на киностудии «Мосфильм» режиссёром Евгением Червяковым по написанной в 1934 году пьесе Николая Погодина «Аристократы».

## Сюжет
Новая группа заключённых, в числе которых осуждённый на 10 лет за вредительство инженер-гидротехник Садовский и рецидивист по кличке Костя-капитан, прибывает в лагерь НКВД на далёком Севере. События разворачиваются в лагере на строительстве Беломорканала.
Главарь уголовников Костя-капитан запрещает людям выходить на работу, срывая план ударной стройки и препятствуя трудовому перевоспитанию заключённых.
В центре сюжета также осуждённая бандитка Сонька, которая на свободе участвовала в налётах, убивала. Матёрая уголовница, которая 15 лет не работала и гордилась этим, становится на путь исправления и агитирует своего дружка Костю-капитана.
Администрация лагеря тактично и настойчиво борется за исправление оступившихся сограждан, демонстрируя гуманизм советской власти. Чекисты назначают Костю-капитана начальником экспедиции, задача которой — сплавить лес для строительства и выдают ему оружие под расписку. Об успешной работе заключённого Константина Дорохова пишет лагерная газета «Перековка».
Также показано перевоспитание двух инженеров, Боткина и Садовского, осуждённых за вредительство. В лагере они изменили свои убеждения, помогли достроить канал, были освобождены досрочно и представлены к награждению орденами.
В заключительных кадрах пароход «Карл Маркс» идёт по шлюзам Повенчанской лестницы Беломорканала.

## История создания фильма
Некоторые из реплик пришли в фильм из книги «Беломорско-Балтийский канал имени Сталина: История строительства, 1931—1934 гг.», изданной под редакцией Максима Горького. Имя М. Горького также упоминается в одном из сюжетов фильма, в котором представитель НКВД беседует с осуждённой Соней.
Премьера фильма в СССР состоялась 10 декабря 1936 года. 19 февраля 1937 года фильм начали показывать в США.

## В ролях

### Главные роли

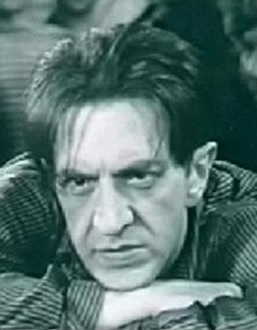
Михаил Фёдорович Астангов в роли заключённого уголовника Кости-капитана.

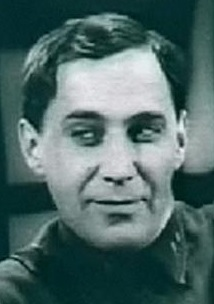
Борис Георгиевич Добронравов в роли начальника лагеря Громова.

- Михаил Астангов — осуждённый по кличке «Костя-капитан», Константин Дорохов, «ростовский»
- Александр Чебан — большой начальник, работник ГПУ
- Борис Добронравов — начальник лагеря Громов
- Михаил Яншин — Макс, осуждённый за растрату
- Вера Янукова — Соня, осуждённая бандитка
- Надежда Ермакович — Маргарита Ивановна, осуждённая, секретарь инженера Садовского
- Борис Тамарин — инженер-гидротехник Садовский Юрий Николаевич, осуждённый за вредительство
- Геннадий Мичурин — инженер Боткин, осуждённый за вредительство
- Павел Оленев — Саша, осуждённый мошенник
- Константин Назаренко — осуждённый по кличке Лимон

### Остальные роли
- Вячеслав Новиков — Митя, заключённый-ударник
- Мария Горичева — мать Садовского
- Александр Антонов — осуждённый по кличке Ваня-силач
- Василий Бокарев — комендант лагеря
- Владимир Уральский — Чайковский, осуждённый-завхоз
- Елена Понсова — осуждённая по кличке Фефёла
- Владимир Дорофеев — капитан парохода
- Лев Иванов — заключённый по кличке Берет
- Мария Ключарева — Нинка, заключенная
- Серафим Козьминский — Петин, заключённый
- Константин Градополов — Пыжов, заключённый
- Людмила Садикова — заключенная
- Марк Бернес — заключённый, эпизод (первая роль в кино)

## Съёмочная группа
- Автор сценария: Николай Погодин;
- Режиссёр: Евгений Червяков;
- Ассистенты режиссёра: Е. В. Брюнчугин, Г. Л. Славатинская (в титрах инициалы указаны ошибочно — «Л. Г.»);
- Операторы: Михаил Гиндин, Борис Петров;
- Композитор: Юрий Шапорин;
- Звукооператор: Семен Ключевский;
- Художники: Михаил Карякин, Борис Кноблок, Виктор Пантелеев;
- Автор текста песен: Сергей Алымов;
- Директор производства: Захар Даревский.

## Технические данные
- Чёрно-белый, звуковой